# Канканян, Жанвалжан Мигранович
Жанвалжан Мигра́нович Канканя́н (6 августа 1927, Ереван, Армянская ССР — 1 октября 2011, Москва) — скульптор, мастер станковой и декоративно-монументальной скульптуры, художник, Народный художник Российской Федерации (2007).

## Биография
Родился 6 августа 1927 года в Ереване, Армянская ССР. Отец – Канканян Мигран Арутюнович уроженец древнего города Ван.
С ранних лет Жанвалжан был увлечен музыкой и изобразительным искусством. Учился в музыкальной школе при Ереванской консерватории. С 1943 года работал в оркестре театра «Юный зритель», играя на скрипке. Одновременно с музыкой познавал азы изобразительного творчества, подрабатывая в бутафорской мастерской Ереванского театра им. Г. Сундукяна.  Закрепить навыки профессионального художника удалось в процессе обучения в Ереванском художественном училище, которое Жанвалжан окончил в 1947 году. Продолжить свой творческий путь довелось уже в Москве, куда он приехал в 1948 году.
В 1948 году поступил на скульптурный факультет Московского высшего художественно-промышленного училища (бывшего Строгановского), который с успехом окончил в 1955 году.
В 1957 года вступив в члены Московского союза художников (б. Союз Художников РСФСР Московское отделение) начал плодотворную художественную деятельность, создавая великолепные образцы пластического искусства.
В 2002 году Ж.М. Канканян был награждён медалью Российской академии художеств, а позднее удостоен звания Народного художника России. Монументальные произведения Ж.М. Канканяна установлены во многих городах России (например, на Поклонной горе в Москве, в г. Жуковском, г. Ельце и др.) и за рубежом (Калифорния, США; Алст, Бельгия).

## Творчество
Огромное влияние на творчество Жанвалжана Миграновича оказало обучение в Московском высшем художественно-промышленном училище (бывшем Строгановском). Его учителями были величайшие мастера пластики и основатели русской скульптурной школы Г.И. Мотовилов, Е.Ф. Белашова, Г.А. Шульц. С Гавриилом Александровичем Шульцем были очень дружны и позднее, как коллеги, создали несколько монументальных произведений. Одной из значимых совместных работ было скульптурное убранство Музея космонавтики в Москве. Венцом пластического убранства музея стала композиция «космическая сфера» (по Яну Гевелию), которая выполнена в виде отдельных фигур, составляющих сквозной рельеф — Москва, 1980.
Жанвалжан Канканян — один из значимых современных скульпторов, произведения которого стали заметным явлением в развитии отечественной пластики. В его творчестве гармонично сочетаются традиции и новаторство, преемственность классического реалистического искусства и поиск новых современных выразительных средств. Произведениям скульптора присущи высокое исполнительское мастерство, тонкое чувство пластики и глубокая проработка художественного образа. Одним из главных жанров в творчестве мастера является портрет. Галерея портретов скульптора наполнена множеством замечательных произведений, которые ярко демонстрируют средствами выразительности пластической формы различные грани человеческой личности. Можно выделить портреты таких исторических личностей, как Комитас, Н.К. Рерих, М.Ю. Лермонтов, А.С.Пушкин, Петр I, Николай II и др. Эти портреты объединяет стремление художника, сохранив верность натуре или известной иконографии, открыть в своем герое самое важное, определить духовную ценность изображаемого персонажа и одновременно выразить то новое, что вносит современность в восприятие исторической личности.
Творческая деятельность художника плодотворна и в области монументальной скульптуры. Особого внимания заслуживают три варианта памятника-бюста генерал-полковнику авиации М.М. Громову (Сан-Джасинто, Калифорния, США; г. Жуковский и Москва), памятник генеральному конструктору авиационной техники Центрального аэрогидродинамического института В.М. Мясищеву (г. Жуковский), памятник-бюст герою России В.Д. Волошиной (г. Мытищи), памятник первому наркому здравоохранения Н.А. Семашко для г. Ельца, А.Рублева и Ф.М. Достоевского для Москвы.
Скульптор участвовал в создании скульптурного убранства Храма Христа Спасителя. Им был создан один из главных элементов внешнего декора храма. Центральный вход в храм венчает тондо «Смоленская Богоматерь» работы мастера.
Одной из значимых работ мастера является монумент героя СССР, летчика-испытателя - М.М. Громова, который стоит на территории Лётно-исследовательского института имени М.М. Громова в г. Жуковском, а другой бюст находится в Музее г. Сан-Джасинто (Калифорния, США). В 1937 году на АНТ-25-1 М.М. Громов совершил беспосадочный перелёт Москва — Северный полюс — Сан-Джасинто (Калифорния, США), установив 2 мировых авиационных рекорда дальности полёта. В честь этого события в США создали специальную экспозицию в которой одним из экспонатов является бюст М.М. Громова. По словам Нины Георгиевны Громовой, вдовы легендарного летчика, скульптурный портрет Михаила Михайловича автора Ж.М. Канканяна является лучшим произведением, посвященным её мужу.
Канканян участник более 130 художественных выставок как в России, так и за рубежом. Произведения мастера хранятся в музеях и частных коллекциях. Творческие достижения были отмечены рядом наград и дипломов. Канканян Жанвалжан – скульптор-патриарх, чей творческий путь - это пример самоотверженного служения искусству и постоянного художественного поиска.

## Основные произведения
- Композиция «Дружба» — дерево, 1957 г.
- Медаль «О. Туманян» — бронза, 1976 г.
- Композиция «Сфера» — бронза, 1980 г., / Мемориальный музей космонавтики, Москва
- Памятник генеральному конструктору Центрального аэрогидродинамического института В.М. Мясищеву — бронза, гранит, 1988 г. / г. Жуковский
- Памятник Герою Советского Союза, летчику-испытателю  М.М. Громову — бронза, гранит, 1989 г. / г. Жуковский
- Композиция «Комитас» — бронза, 1991 г.
- Памятник Н.А. Семашко — бронза, 1991 г. / г. Елец
- Мемориальная доска Долорес Ибаррури — гранит, 1991 г. / Москва
- Бюст М.М. Громова — бронза, 1993 г. / Сан-Джасинто, Калифорния, США
- Портрет Комитаса — бронза, 1995 г.
- Памятник Герою Советского Союза В.Д. Волошиной — бронза, гранит, 1995 г. / г. Мытищи
- Надгробие летчику-космонавту, Герою Советского Союза Б.Б. Егорову — бронза, гранит, 1996 г. / Новодевичье кладбище, г. Москвы
- Композиция «Мыслитель» — бронза, 1997 г.
- Портрет «Священник» — гранит, 1998 г.
- Тондо «Смоленская Богоматерь» Храма Христа Спасителя — 1998 г. / г. Москва
- Портрет М.Ю. Лермонтова — медь, 1998 г. / г. Кизляр
- Портрет Н.К. Рериха — бронза, камень, 2000 г.
- Композиция «Андрей Рублев» — гипс, 2000 г.
- Мемориал героям Советского Союза города Ханты-Мансийска — бронза, гранит, 2004 г.

## Музеи, в которых находятся скульптурные произведения Ж.М. Канканяна
- Центральный музей Великой Отечественной войны 1941-1945 гг.
- Мемориальный музей космонавтики, Москва
- Томский областной художественный музей
- Ульяновский областной художественный музей
- Кизлярский краеведческий музей имени П.Н. Багратиона
- Музей имени Н.К. Рериха, международного центра Рерихов, Москва
- Музей города Сан-Джасинто, Калифорния, США
- Музей города Алст, Бельгия

## Основные публикации произведений
- Газета «Ленинское Знамя». Статья «Рыцарю пятого океана». И. Модестов. 1989 г.
- Каталог восьмой выставки произведений художников России, М. 1992, стр. 51
- Газета «Вечерняя Москва». Статья «Проблема в зеркале личности», 1994 г.
- Каталог второй художественной выставки «Защитникам отечества посвящается», к 50-летию Великой Отечественной войны 1941-1945 гг., М. 1995, c. 15
- Газета «Рудники». Статья «Умирая, не сдались». Т. Мелентьева. 1996 г.
- Каталог выставки «Художники России - Москве», к 850-летию города, М. 1997, стр. 11
- Каталог Всероссийской художественной выставки «Россия - IX», М. 1999, стр. 194
- Каталог Всероссийской художественной выставки к 2000-летию Рождества Христова «Имени твоему», М. 2000, стр. 56
- Каталог выставки «Москва - Петербург», М. 2001, стр. 78
- Каталог-альбом художественной выставки «Искусство наций», к 10-летию Международной конференции союзов художников, М. 2002 г.
- Каталог художественной выставки «Петербург - открытый город», к 300-летию города, М. 2003 г.

## Награды
- Народный художник Российской Федерации — 2007 г.[5].
- Заслуженный художник Российской Федерации — 1994 г.[6].
- Серебряная Медаль «Российской академии художеств» — 2002 г.
- Бронзовая медаль «Выставки достижений народного хозяйства СССР (ВДНХ)» — 1969 г.
- Медаль Музея имени Н.К. Рериха «100 лет. С.Н. Рерих» — 2004 г.
- Серебряная медаль Союза художников России «Мастерство.Духовность.Традиции» — 2009 г.
- Медаль Федерации космонавтики России «40 лет первому в мире групповому полёту в космос А. Г. Николаева и П. Р. Поповича» — 2002 г.